# Kam lu wantán
El kam lu wantán, a veces llamado kamlú wantán, es un plato de la comida chifa, cocina que forma parte de la gastronomía peruana, que consiste en una combinación de wantanes fritos con una salsa de tamarindo con verduras salteadas.
En 2024 el plato alcanzó notoriedad en la política peruana, cuando la presidenta Dina Boluarte mencionó que se trataba uno de sus platos favoritos cuando era entrevistada por un medio de comunicación chino, comentario por el que fue criticada.

## Descripción
El kam lu wantán, plato creado en Perú según el investigador Rodolfo Hinostroza, consiste en una cama de wantanes fritos, que se elaboran con una masa de pasta rellena con carne de cerdo molida aderezada con kión y cebollita china, a los que se les baña con una salsa de tamarindo a la que generalmente se le añade piña en trozos, jolantao, pimiento rojo en tiras, pechuga de pollo en trozos y langostinos, previamente salteados.